# Alice Desal-Verhee
Alice Desal-Verhee (1932) is een atlete die deelnam aan meerdere Paralympische Spelen tussen 1968 en 1976 in verschillende disciplines. In 1969 was ze de eerste persoon met een beperking die de Trofee van Sportverdienste in ontvangst mocht nemen. Samen met haar man, Aimé Desal, en Bob Deruelle, zette ze zich in om mensen met een beperking te doen bewegen via de Sportvereniging SV Sint-Jan.

## Jeugd
Op zevenjarige leeftijd liep Verhee polio op in 1939. Dit zorgde voor een permanente verlamming waardoor ze al op jonge leeftijd rolstoel gebonden was. Door oorlogsomstandigheden kon ze pas als twintiger behandeld worden in het AZ Sint-Jan in Brugge. Hierbij onderging ze meerdere operaties om haar levenskwaliteit te verbeteren.

## Sport als revalidatiemiddel
Dr. Vertongen stond in voor de revalidatie van Verhee. De dokter probeerde zijn patiënten zoveel mogelijk aan te sporen om te bewegen. Als 26-jarige woonde Verhee voor het eerst een bijeenkomst voor geïnteresseerden bij in het Dominiek Savio-instituut in Gits. Daar leerde ze Aimé Desal kennen, die later haar vriend en man werd. Op 26 mei 1961 werden ze officieel een koppel.

### SV Sint-Jan
Het idee om zoveel mogelijk mensen met een beperking te laten sporten werd uiteindelijk in een concrete organisatie gegoten onder de naam SV Sint-Jan in Brugge. Een sportclub voor en door mensen met een beperking die via sportactiviteiten connectie zochten en zichzelf verder wilden ontwikkelen en uitdagen. Verhee liet weten dat haar eigen veelzijdigheid van gemeesterde sporten voornamelijk kwam omdat haar echtgenoot graag een zo breed mogelijk aanbod binnen SV-Sint Jan wilde voorleggen. Alice deed onder andere aan schermen, boogschieten, tafeltennis en meerdere atletiekdisciplines zoals speerwerpen en discuswerpen. Ze was ook voor lange tijd het enige vrouwelijke lid van de lokale rolstoelbasketbalclub.

### Paralympische Spelen
Verhee mocht drie keer deelnemen aan de Paralympische Spelen. Samen met Aimé Desal mocht het koppel deelnemen aan de Paralympische Spelen van 1968 in Tel Aviv en 1976 in Toronto. Ook in eigen naam kwalificeerde Verhee  zich in 1972 voor de Paralympische Spelen in Heidelberg, Duitsland. In België ontving ze in 1976 de Nationale Trofee Victor Boin voor de rol die de atlete speelde in de Paralympische spelen. Daarnaast werd de vrouw ook werd 12 keer wereldkampioene, 9 keer Europees kampioene en 123 keer Belgisch kampioene in meerdere sportdisciplines.